# Рожнац
Рожнаци су силикатне стене, које се у виду конкреција, танких слојева или прослојака, ређе банака, јављају у маринским глиновитим, лапоровитим и карбонатним седиментима и вулканокластичним стенама.
Рожнаци су компактне, једре стене врло различите боје. Од примеса гвожђа, које су обично неравномерно распоређене у стени, добијају жуту, смеђу, црвенкасту, жутомрку или црвеномрку боју. Примесе мангана стену боје зеленкасто или плавозелено. Глиновита компонента у стени пигментира сиво, а компонента титана зеленкасто. Само су ретко рожнаци бели и светлосиви, а често могу бити шарени. 
Састоје се од неколико минерала силицијске киселине, опала, калцедона или кварца. У њима се могу наћи остаци микроорганизама, као што су радиоларије и силициспонгије. 
Највеће количине рожнаца стварају се у време субмаринских изливања базалтоидних лава. Том приликом се морској води предају велике количине силицијума коју организми користе за стварање љуштура или се таложе на дну.
У Србији су најчешће у оквиру стена вулканогено седиментних формација ствараних у тријасу и јури у Динаридима. Ове се формације због обиља рожнаца у њима и називају порфирит – рожначка и дијабаз – рожначка (прва је тријаске, а друга јурске старости).